# Anne Sarah Schönemann
Anne Sarah Schönemann, geb. Hartung (* 22. Februar 1979 in Essen), ist eine deutsche Schauspielerin.

## Leben
Schönemann wuchs im Ruhrgebiet auf und  lebte später in Hamburg. Von 1998 bis 2001 absolvierte sie ihre Schauspielausbildung in Hamburg und Berlin. Mit Absolventen der Filmakademie Baden-Württemberg realisierte sie als junge Schauspielerin in den Jahren 2001 bis 2004 verschiedene Projekte, so 2001 Et kütt wie et kütt (Regie: Jakob Ziemnicki) und 2002 Superstar (Produzent: Jochen Laube, Regie: Oliver Frohnau). Mehrere Filme, in denen sie mitspielte, wurden für den First Steps Award nominiert: Fliehendes Land (2004), Alles nur Liebe (2006) und Valerie. Schönemann spielte zahlreiche Fernsehrollen im Unterhaltungsbereich, unter anderem die der Kriminalkommissarin Anna Wrede in der Serie Die Wache, in  SOKO Wismar (2008), Das Glück ist eine Katze mit Eva Mattes und Robert Atzorn (2009) oder  in Marie Brand und die Dame im Spiel (2011) mit Mariele Millowitsch und Hinnerk Schönemann.
Anne Sarah Schönemann hat mit dem Schauspieler Hinnerk Schönemann einen gemeinsamen Sohn.

## Filmografie (Auswahl)
- 2000: Suck My Dick
- 2000: be.angeled
- 2001: Lovecrash
- 2001: Das Schlitzohr
- 2001: Et kütt wie et kütt
- 2002: Tödliche Freundschaften
- 2002: Die Rettungsflieger
- 2002–2003: Die Wache (22 Folgen)
- 2003: Dienstreise – Was für eine Nacht
- 2003: Le Piaf
- 2003: Superstar
- 2004: Doppelter Einsatz
- 2004: Bloch (Fernsehreihe)
- 2004: Ballgefühl
- 2004: Fliehendes Land
- 2004: Alles nur Liebe
- 2006: Valerie
- 2008: Auftrag Schutzengel
- 2008: SOKO Wismar – Der Tod ist schneller
- 2009: Wolfsfährte
- 2009: Da kommt Kalle
- 2010: Das Glück ist eine Katze
- 2011: Marie Brand und die Dame im Spiel